# Église en bois de la Mère-de-Dieu de Cvetke
Pour les articles homonymes, voir Église de la Mère-de-Dieu.
L'église en bois de la Mère-de-Dieu de Cvetke (en serbe cyrillique : Црква брвнара Свете Богородице у Цветкама ; en serbe latin : Crkva brvnara Svete Bogorodice u Cvetkama) est une église orthodoxe serbe située à Cvetke, dans le district de Raška et sur le territoire de la ville de Kraljevo en Serbie. Elle est inscrite sur la liste des monuments culturels de grande importance de la république de Serbie (identifiant no SK 203).
Le cimetière de l'église fait lui aussi partie de l'ensemble classé.

## Présentation
Dans la première moitié du XVIIIe siècle, une première église en bois a été construite à Cvetke ; elle était alors dédiée à saint Michel. Elle a été détruite lors d'une bataille au moment du premier soulèvement serbe contre les Ottomans. En 1824, une nouvelle église a été construite à l'instigation d'Ivan Pejović et réalisée par l'architecte Mitar Novaković. Vers 1880, l'église a été restaurée, ce qui a modifié son apparence ; sa hauteur a été doublée et un toit en pente douce couvert de tuiles et doté de larges gouttières a remplacé le toit d'origine en bardeaux extrêmement pentu. La décoration sur bois est réduite à celle de la porte principale.

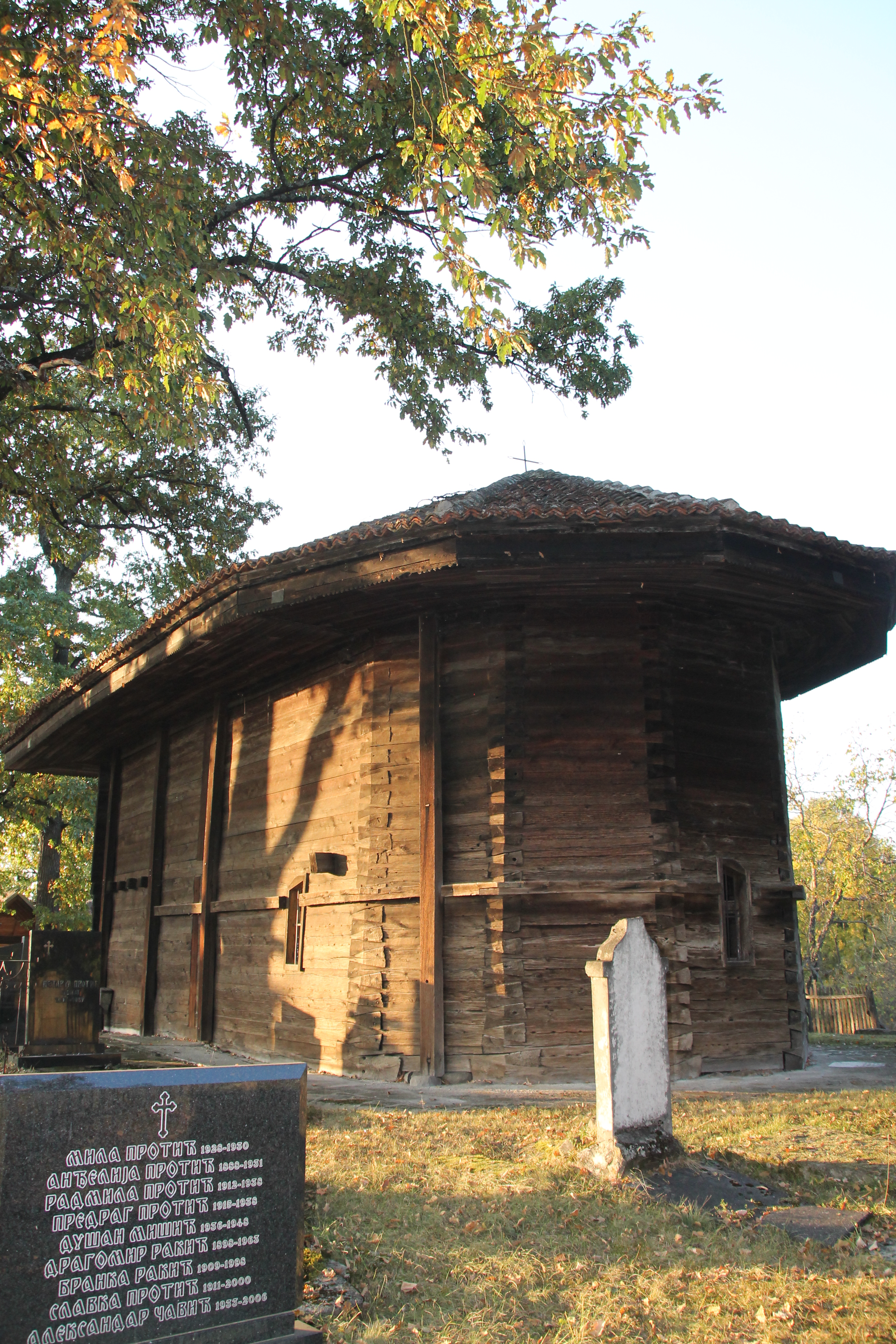
Le chevet de l'église.

L'intérieur a conservé sa disposition d'origine ; il est divisé en trois zones : celle de l'autel, celle de la nef et celle du narthex.
L'iconostase, qui remonte à 1812, est dotée de 40 icônes bien conservées ; la plupart d'entre elles sont attribuées au peintre Janko Mihailović Moler.

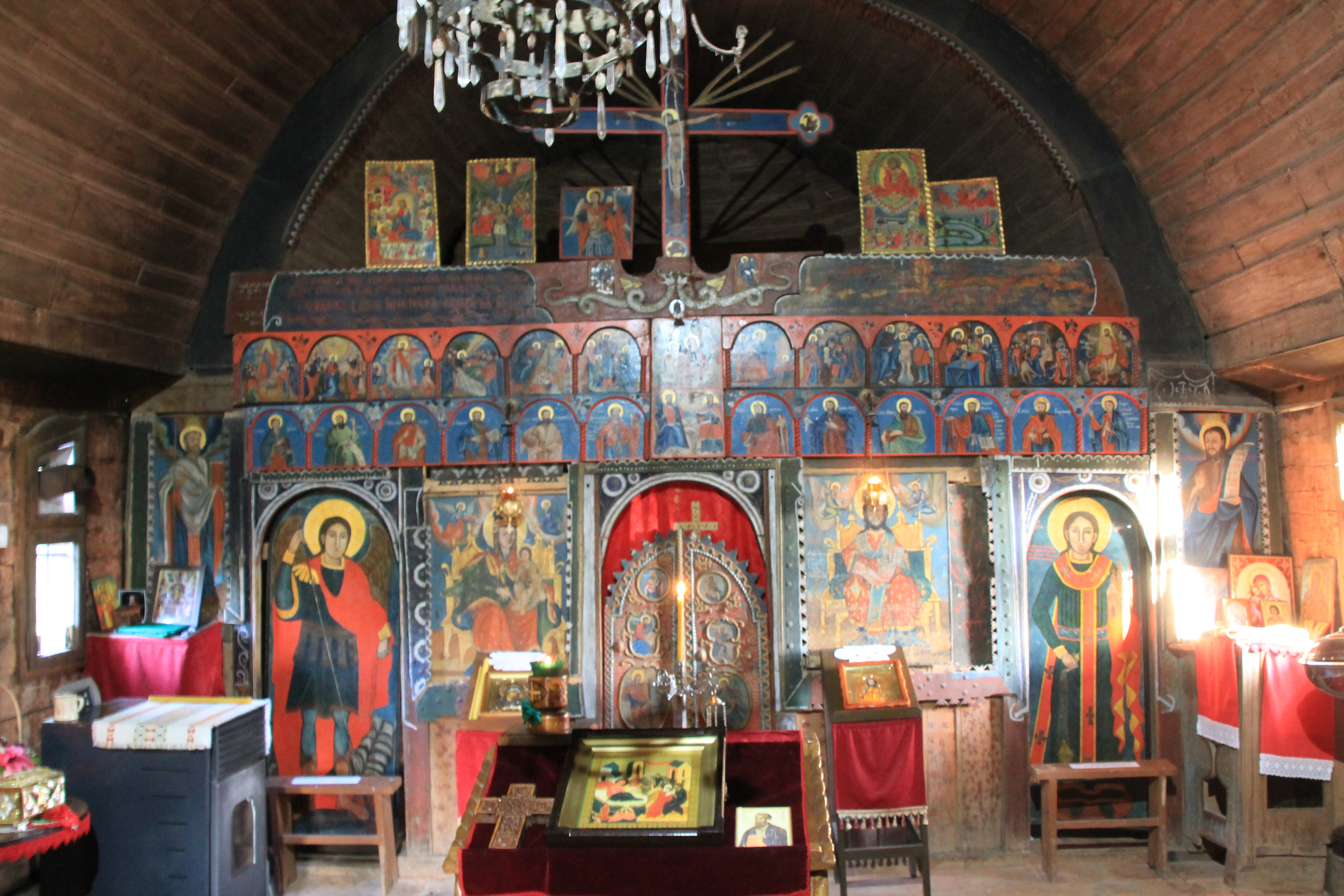
L'iconostase.
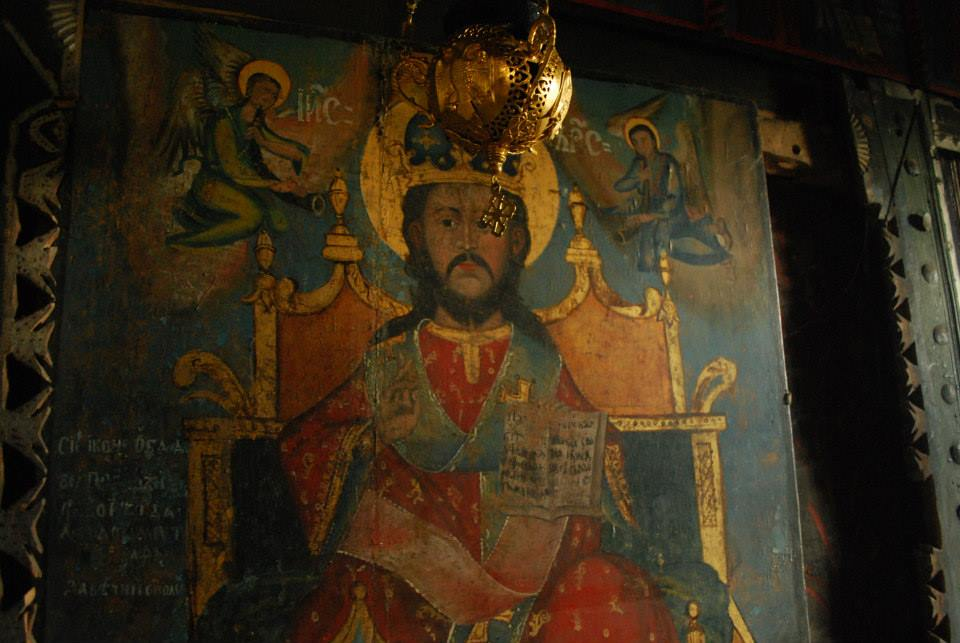
Détail de l'iconostase.
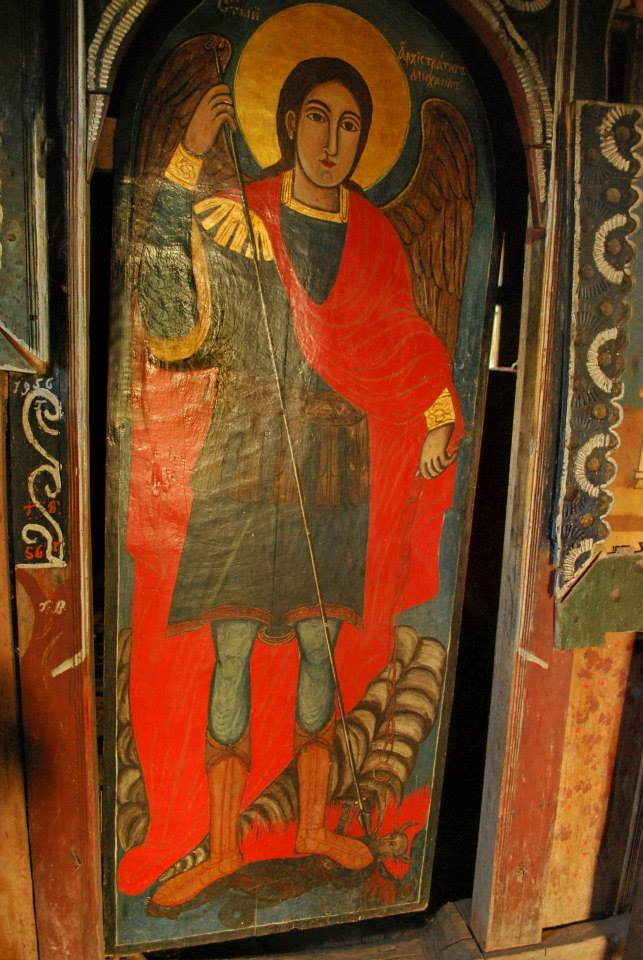
Détail de l'iconostase.
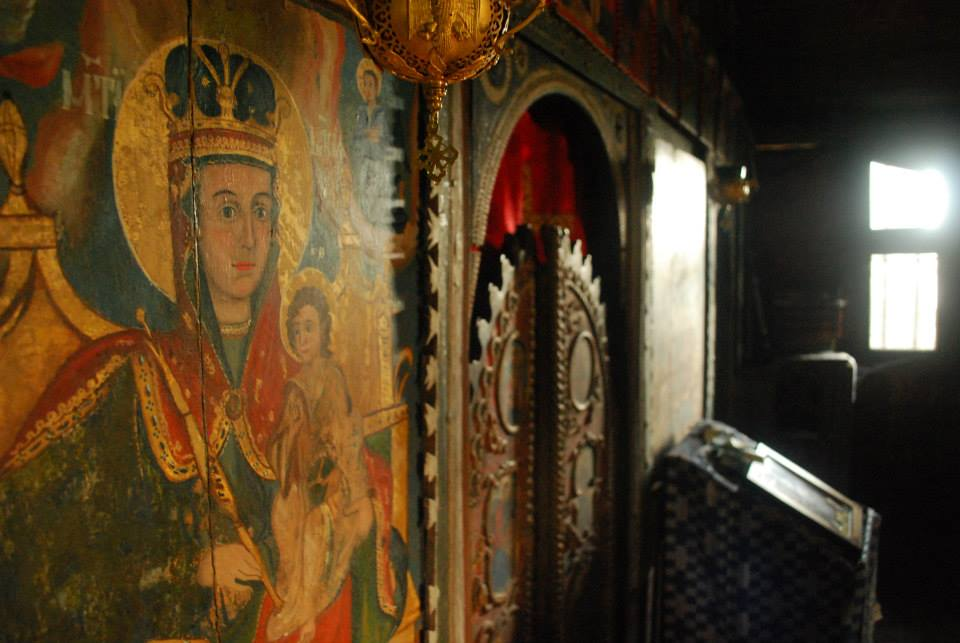
Détail de l'iconostase.

En plus de ses icônes, l'église abrite plusieurs biens précieux, dont un « triod » manuscrit remontant à 1561.
Dans le cimetière se trouve la tombe de Jovan Kursula (1768-1813), un voïvode du premier soulèvement serbe.